# Braye (rzeka)
Braye – rzeka we Francji o długości 72,5 km. Przepływa przez tereny departamentów Eure-et-Loir i Loir-et-Cher. Stanowi dopływ rzeki Loir.